# Єлизаветпольська губернія
Єлизаветпольска губернія була утворена найвищим указом «Про перетворення управління Кавказького та Закавказького краю» від 9 грудня 1867 року . До складу губернії ввійшли Єлізаветпольський, Нухінський, Шушинський повіти і частина скасованого Ордубадського округу. Цим же указом у складі губернії були утворені Казахський і Зангезурський повіти. У 1873 році, у зв'язку з розукрупненням повітів, у складі губернії було утворено три нові повіти — Ареський, Джебраїльский і Джеванширський . Губернське місто — Єлизаветпіль.

## Географічне положення
Це була одна з найзначніших за розміром губерній Закавказзя, розташована в східній його частині, приблизно між 38 ° 50 'і 41 1 / 2 ° північної широти та 44 ° 21' і 48 ° 21 'східної довготи (від Гринвіча), на заході — з Еріванською і Тифліською губернією, на півночі вона межує з Тифліською губерніями, Закатальським округом і Дагестанської областю, на сході — з Бакинської губернією, а на півдні — з Персією по річці Аракс, яка становила тут державний кордон Росії. У зазначених межах Єлизаветпольська губернія займала площу в 38 782,5 кв. версти або 44 136 км² (за Стрельбицьким).

## Адміністративний устрій
На початку XX століття до складу губернії входило 8 повітів:
| № | Повіт             | Повітове місто                | Площа, верст² | Населення (1897), чол. |
| - | ----------------- | ----------------------------- | ------------- | ---------------------- |
| 1 | Ареський          | с. Агдаш (528 чол.)           | 2 829,6       | 67 277                 |
| 2 | Джеванширський    | с. Тертер (752 чол.)          | 4 818,4       | 72 719                 |
| 3 | Елизаветпольський | м. Елизаветпіль (33 625 чол.) | 7 695,7       | 162 788                |
| 4 | Зангезурський     | с. Гьоруси (1 450 чол.)       | 6 829,7       | 137 871                |
| 5 | Казаський         | с. Казах (1 769 чол.)         | 6 024,2       | 112 074                |
| 6 | Джебраїльський    | с. Джебраїл                   | 2 922,6       | 66 360                 |
| 7 | Нухинський        | м. Нуха (24 734 чел.)         | 3 346,7       | 120 555                |
| 8 | Шушинський        | м. Шуші (25 881 чол.)         | 4 315,6       | 138 771                |